# MtDNA-Kontrollregion
mtDNA-Kontrollregion (synonym DLP-Region von ‚D-Loop und Promotor-Region‘) ist ein nichtcodierender Abschnitt auf der mitochondrialen DNA (mtDNA), der die Replikation und die Transkription der mtDNA kontrolliert.

## Eigenschaften

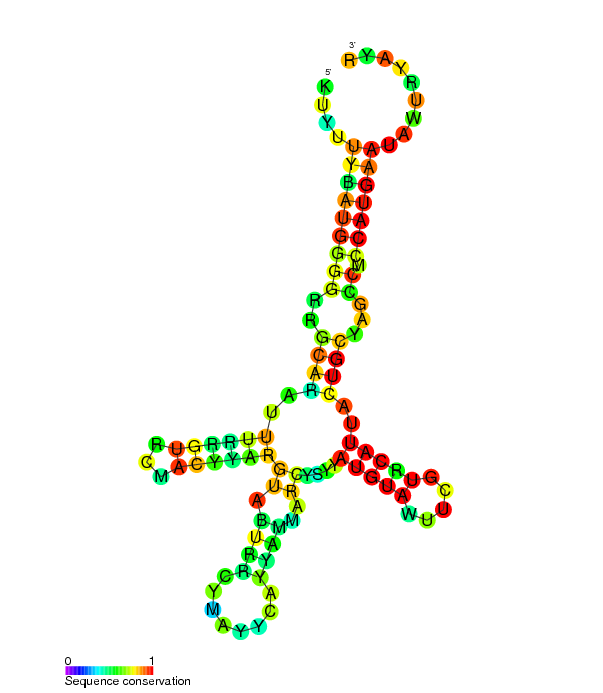
RNA-Sekundärstruktur der Konsensussequenz der mtDNA-Kontrollregion

Die mtDNA-Kontrollregion ist der größte nichtcodierende Bereich der mtDNA. Aufgrund zweier hypervariabler Regionen ist sie auch der Bereich der mtDNA mit der variabelsten DNA-Sequenz. Sie enthält den mitochondrialen Replikationsursprung für einen der beiden DNA-Stränge, den D-Loop und beide Transkriptionsstartpunkte. Die Variabilität liegt bei etwa 1,7 %. Dennoch liegt bei der transkribierten RNA ein Selektionsdruck auf dem Erhalt der Sekundärstruktur. Allerdings wurden zwei Deletionen (von 50 Basenpaaren und 154 Bp) ohne Auswirkungen auf die mtDNA-Kopieanzahl beschrieben. Bestimmte Varianten der mtDNA-Kontrollregion sind mit einer vergrößerten Ausdauer assoziiert.
Methoden zur Unterscheidung von DNA-Sequenzen der mtDNA-Kontrollregion sind DNA-Sequenzierung, dHPLC und Microarrays.